# شهرداری شهر مورسکا سوبوتا
شهرداری شهر مورسکا سوبوتا (به لاتین: City Municipality of Murska Sobota) یک منطقهٔ مسکونی در اسلوونی است که در اسلوونی واقع شده‌است. شهرداری شهر مورسکا سوبوتا ۶۴٫۴ کیلومتر مربع مساحت و ۱۸٬۷۵۲ نفر جمعیت دارد.